# مقاطعة موكسيكو
موكسيكو هـي أحد مقاطعات أنغولا وتقع في الشـرق، يقدر عدد سكانها بحوالي 727 ألف نسمة وتتربع على مساحة قدرها 223,023 كم2 وعاصمتها هـي المدينة لوينا.

## الموقع الجغرافي
تقع مقاطعة موكسيكو في وسط شرق أنغولا وتحدهـا من الشرق زامبيا وجمهورية الكونغو الديموقراطية ومن الغرب مقاطعة بيي ومن الجنوب مقاطعة كواندو كوبانغو ومن الشمال مقاطعة لوندا سول.

## المحافظات
نقسم مقاطعة موكسيكو إلى 9 محافظات هي:
- ألتو زامبيزي
- بونداس
- كمانونغي
- كاميا
- ليوا
- لواكانو
- لوا
- لوشازيس
- لوينا

## البلديات
وتنقسـم إلى 26 بلدية هـي:
| - ألتو زامبيزي - شيومي - كياندا - كالوندا - كمانونغي - كانغامبا - كانغومبي | - كافونغو - لاغو-ديلول - ليوا - ليانغونغو - لوفوا - لواكانو - لوكوسي | - لامبالا-كاكينيي - لامبالا-نغويمبو - لوميجي كاميا - لوتيمبو - لوتوي أو موانغي - ماكوندو | - موسوما - نيندا - تيمبوي - سيسا - كسامبا - موي |

## أعلام
- جوناس سافيمبي

## روابط خارجية
- الموقـع الرسمـي
- معلومات عـن المقاطعة في موقع إينفـو أنغولا